# Fröskog
Fröskog är en kyrkby i Fröskogs socken och en småort i Åmåls kommun:Orten ligger  vid sjön Ärrs norra ände och två kilometer söder om Fengersfors. 
Wargön Alloys har ett kvartsbrott och en tidigare lastficka i Fröskog. Wargöns AB har brutit kvarts här i egen regi sen 1926. Kvartsen används vid tillverkningen v ferrokrom, då den förstärker bindningen i legeringar och stål.

Vid sjön Ärr fannslastficka för kvarts som användes för mellanlagring av den krossade stenen. Lastfickan var i bruk 1929–1971, när kvartsen från Fröskog fraktades med fartyg till Vänersborg med sex fartyg, bland andra M/F Lindö och Idog. Båtarnas lastkapacitet var omkring 100 ton och lastningen tog en timma. 
I Fröskog fanns också Stora Strands misslyckade koppargruvprojekt från 1900-talet. Kvar finns ruiner av krossen, anrikningsverket och transformatorstationen.

## Se också
- Fröskogs kyrka